# Grevenbroich
Grevenbroich [ˌgʁeːvn̩ˈbʁoːχ] ⓘ (mit Dehnungs-i in der Endsilbe -broich) ist eine große kreisangehörige Stadt in Nordrhein-Westfalen, zum Rhein-Kreis Neuss gehörend. Sie liegt im Städtedreieck Düsseldorf-Köln-Mönchengladbach und hat 65.983 Einwohner (31. Dezember 2024).

## Geographie

### Geographische Lage

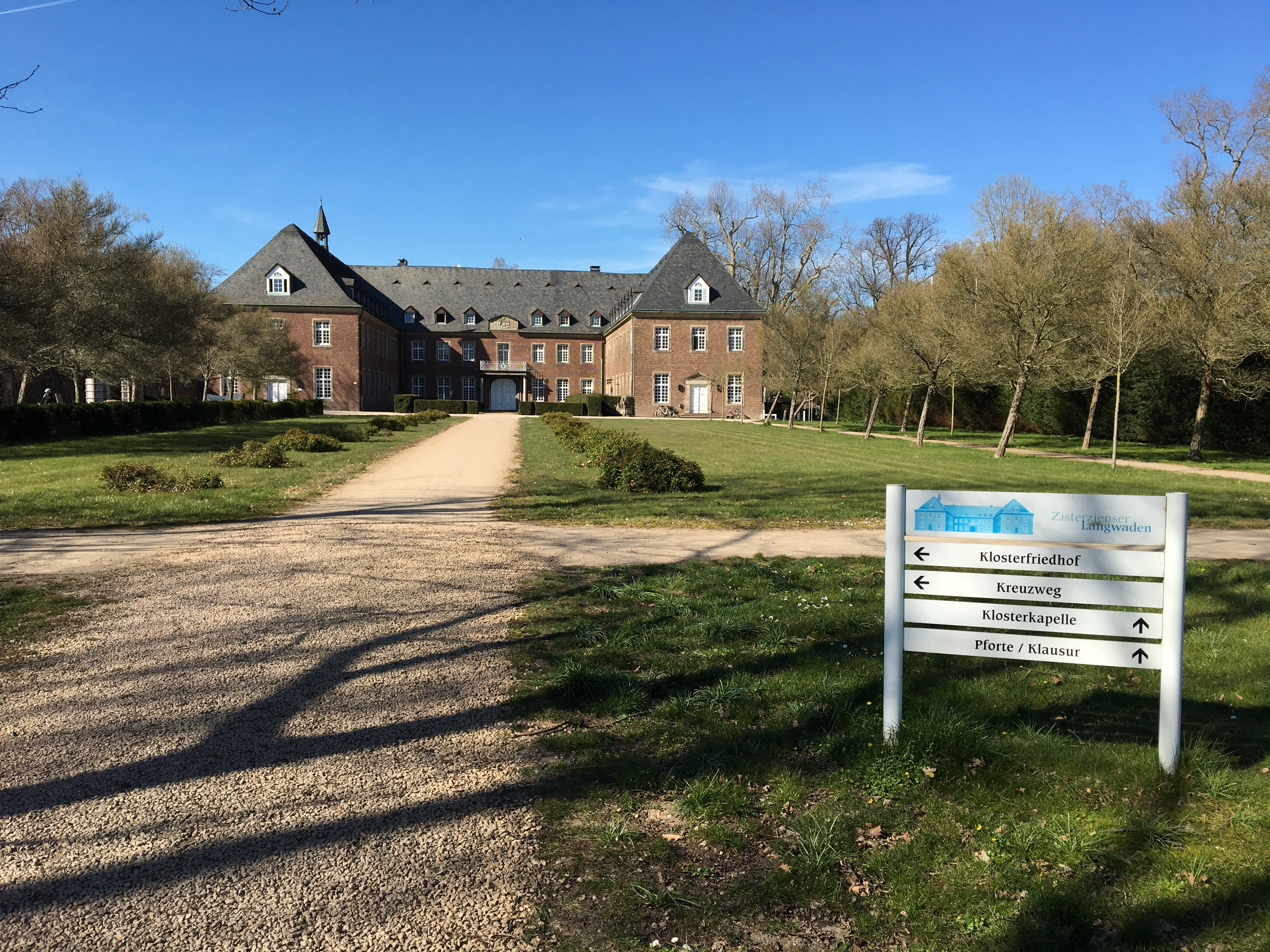
Kloster Langwaden in Grevenbroich

Grevenbroich liegt maximal 187 Meter über Normalnull (Vollrather Höhe) und minimal 45 Meter über Normalnull (Erftaue zwischen Gruissem und Münchrath).

### Klima
Durch die Lage in der Kölner Bucht gehört Grevenbroich zum atlantisch-maritimen Klimabereich, der sich durch schneearme Winter bei einer durchschnittlichen Januartemperatur von 2 °C auszeichnet. Die mittlere Temperatur im Juli liegt bei 18 °C, die durchschnittliche Jahrestemperatur bei 10 °C. Somit kann Grevenbroich zu den wärmsten Regionen Deutschlands gezählt werden; Schneefälle, die über mehrere Tage liegen bleiben, sind eher als Ausnahme zu betrachten. Der mittlere Jahresniederschlag liegt bei 743 mm. (Die Messwerte weichen je nach Messort/-station und Statistikzeitraum um bis 1 °C ab.)
Das Kohlekraftwerk im Stadtteil Neurath sowie das Kraftwerk Niederaußem tragen zur Lufterwärmung bei; das Kohlekraftwerk im Stadtteil Frimmersdorf wurde im September 2021 im Rahmen des Kohleausstiegs endgültig stillgelegt. Da das für die Grevenbroicher Kraftwerke benötigte Kühlwasser in den Fluss Erft geleitet wird, hat dieser außergewöhnlich hohe Wassertemperaturen. Auch im Winter fällt die Temperatur der Erft nie unter 10 °C. Ende der 1950er Jahre wurde das Bett der Erft stark vergrößert, um die Sümpfungswasser der Braunkohletagebaue aufnehmen zu können. Seit Ende der 1980er Jahre werden diese Wasser in den Bereich Maas-Schwalm-Nette geleitet, um dortige Auswirkungen des Tagebaus zu lindern. Daher verfügt die Erft nicht mehr über genügend Wasser für eine nennenswerte Strömung; ohne die beim früheren Ausbau angelegten Wehre würde sie nahezu trockenfallen.
Diese Tatsache beeinflusst wiederum die Erwärmung, so dass es in Grevenbroich zu kuriosen Vorfällen kommt. So wurden in der Erft bereits öfter tropische Tiere und Pflanzen gefunden, die teils heimische Arten bedrohten und bekämpft werden mussten. Die am besten bekannt gewordenen Funde waren mehrmals zufällig geangelte Piranhas, das aus Südamerika stammende Wassertausendblatt und die Dichtblättrige Wasserpest in der Erft. In einem Gebiet nahe den Kraftwerken wurden für die Region ungewöhnliche Orchideen (Helm-Knabenkraut und Mücken-Händelwurz) entdeckt. Neben den Piranhas werden wiederholt in Nordamerika beheimatete Sonnenbarsche herausgefischt.
|                       | Jan  | Feb  | Mär  | Apr  | Mai  | Jun  | Jul  | Aug | Sep  | Okt  | Nov  | Dez  |   |       |
| Mittl. Tagesmax. (°C) | 4    | 6    | 9    | 14   | 18   | 21   | 23   | 23  | 19   | 15   | 9    | 6    | ⌀ | 14    |
| Mittl. Tagesmin. (°C) | 0    | 0    | 2    | 5    | 9    | 12   | 13   | 13  | 10   | 6    | 4    | 1    | ⌀ | 6,3   |
|                       |      |      |      |      |      |      |      |     |      |      |      |      |   |       |
| Niederschlag (mm)     | 58,1 | 44,2 | 59,5 | 50,7 | 69,5 | 81,8 | 80,2 | 73  | 57,5 | 50,9 | 50,9 | 67,6 | Σ | 743,9 |
|                       |      |      |      |      |      |      |      |     |      |      |      |      |   |       |
| Sonnenstunden (h/d)   | 1    | 2    | 3    | 4    | 5    | 6    | 5    | 5   | 4    | 3    | 3    | 1    | ⌀ | 3,5   |
|                       |      |      |      |      |      |      |      |     |      |      |      |      |   |       |
| Regentage (d)         | 19   | 17   | 14   | 16   | 14   | 14   | 17   | 16  | 15   | 17   | 19   | 19   | Σ | 197   |

| 0 |

| 0 |

| 2 |

| 5 |

| 9 |

| 12 |

| 13 |

| 13 |

| 10 |

| 6 |

| 4 |

| 1 |

| 0 |

| 0 |

| 2 |

| 5 |

| 9 |

| 12 |

| 13 |

| 13 |

| 10 |

| 6 |

| 4 |

| 1 |

### Ausdehnung des Stadtgebiets
Das Stadtgebiet hat heute eine Ausdehnung von 102,6 Quadratkilometern. Es ist beeinflusst durch zwei Braunkohlekraftwerke, die aktuell angrenzende Braunkohleförderung und die früheren Abbaggerungen von Orten und Gehöften Grevenbroichs, sowie die dadurch entstandenen künstlichen Anhöhen (renaturierte Abraumhalden) Vollrather Höhe und Gustorfer Höhe. Durch gute Verkehrsanbindungen im Straßen- und Schienennetz, die nahen Kohlekraftwerke als Energieversorger und die Lage zwischen den Städten mit der größten Bevölkerungsdichte von Nordrhein-Westfalen haben sich in der Geschichte und Gegenwart einige (Groß-)Industrieunternehmen angesiedelt.
Heute lebt man im Stadtgebiet verteilt in 32 Ortschaften. Dazwischen liegen Wälder, Wiesen und Äcker entlang der Erft, die auf einer Länge von 20 km die Stadt durchfließt und in der nahen Kreisstadt Neuss in den Rhein mündet.

### Nachbarstädte
| Jüchen             | Korschenbroich | Neuss          |
| Tagebau Garzweiler |                | Dormagen       |
| Tagebau Garzweiler | Bedburg        | Rommerskirchen |

Die Stadt Grevenbroich grenzt im Norden an Stadtteile von Korschenbroich und Jüchen, im Osten an Neuss, Dormagen und an die Gemeinde Rommerskirchen, im Süden an Bedburg und ebenfalls Rommerskirchen, sowie im Westen an Jüchen, wo es allerdings durch den Braunkohletagebau Garzweiler fast komplett abgetrennt wird. Nicht nur durch den Rhein-Kreis Neuss, sondern auch wirtschaftlich sind die Städte durch sich ergänzende Industrie miteinander verbunden.

### Stadtgliederung

Die ehemaligen Städte und Gemeinden auf dem heutigen Stadtgebiet

Die Stadt Grevenbroich in ihrer heutigen Struktur als Mittelzentrum wurde im Zuge der kommunalen Neugliederung 1975 aus sieben Städten und Gemeinden des ehemaligen Kreises Grevenbroich gebildet, zu denen auch die früher kurkölnische Stadt Hülchrath mit ihrem bedeutenden Schloss und die Stadt Wevelinghoven mit dem ebenfalls historisch bedeutenden Kloster Langwaden zählten.
Stadt- und Ortsteile von Grevenbroich sind:

Allrath, Barrenstein, Busch, Elsen, Frimmersdorf, Fürth, Gilverath, Gindorf, Gruissem, Gubisrath, Gustorf, Hemmerden, Kapellen, Laach, Langwaden, Mühlrath, Münchrath, Neuenhausen, Neubrück, Neu-Elfgen, Neukirchen, Neurath, Noithausen, Orken, Stadt Grevenbroich, Stadt Hülchrath, Stadt Wevelinghoven, Südstadt, Tüschenbroich und Vierwinden sowie die abgebaggerten ehemaligen Orte Elfgen und Gürath.

(Nicht aufgeführt sind als nicht geschlossen geltende Weiler, Siedlungen und Gehöfte)
Zur Ansicht aller zugehörigen Teile siehe Einwohnerentwicklung nach Stadtteilen

### Geologie
Vor etwa 30 Millionen Jahren (im Tertiär) sanken Teile des Rheinischen Schiefergebirges ab und ein Niederungsgebiet entstand. Bedingt durch das damals subtropische Klima gab es ein artenreiches, üppiges Pflanzenwachstum. Vor etwa 15 Millionen Jahren starben diese Pflanzen ab und bildeten eine bis zu 270 Meter dicke biogene Schicht. Durch die Hebung des Rheinischen Schiefergebirges südlich von Bonn fanden zwei geologisch wichtige Prozesse statt. Im angehobenen Bereich des Rheinischen Schiefergebirges (südlich von Bonn) wurde Gestein im Laufe der Zeit (zum größten Teil fluviatil) erodiert und in den gesenkten Niederungsbereich des Rheinischen Schiefergebirges akkumuliert. Grevenbroich und auch das weitere Umland befindet sich geographisch auf dieser „verfüllten Sedimentwanne“. Durch den Druck der akkumulierten Sedimente auf die darunterliegenden biogenen Erdschichten wurde der Torf im Laufe der Zeit zu Braunkohle gepresst. Da in der Saale-Eiszeit der nordische Eisschild bis an den Rhein (Maximalausdehnung bis Düsseldorf) vordrang, nahm die Region Grevenbroichs zu dieser Zeit die Rolle eines periglazialen Raumes ein. Katabatische Winde, die während der Saale-Eiszeit das weiter nördlich gelegene Eisschild herabwehten, führten zum Eintrag großer Mengen Löss in die Landschaft. Der Löss lässt sich heute noch gut in der Pedosphäre der Region Grevenbroichs nachweisen (vorwiegend Parabraunerde, Fahlerde und Pseudogley aus Löß oder Lößlehm) und ist der Grund für die fruchtbaren Böden der Region.

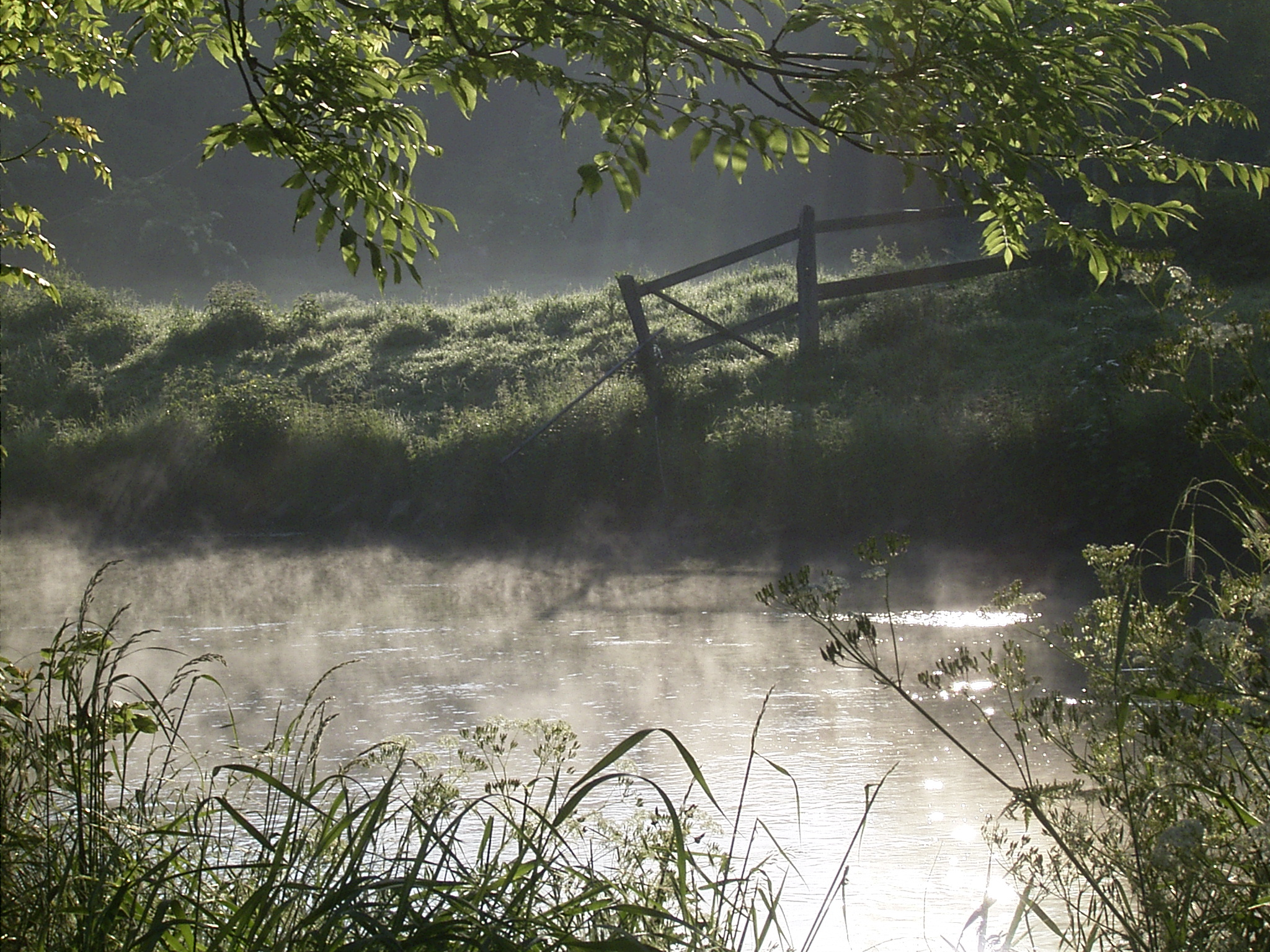
Erft in Grevenbroich

Durch die Zugehörigkeit zum Erdbebengebiet Kölner Bucht entstehen üblicherweise in der Region mehrmals im Monat Kleinbeben, die in der Regel nicht gespürt werden. Ein starkes Erdbeben (circa 5,5 bis 6,0 auf der Richterskala) tritt im Großraum durchschnittlich etwa alle 200 Jahre auf. Für internationale Verhältnisse fallen diese relativ schwach aus. 

## Geschichte

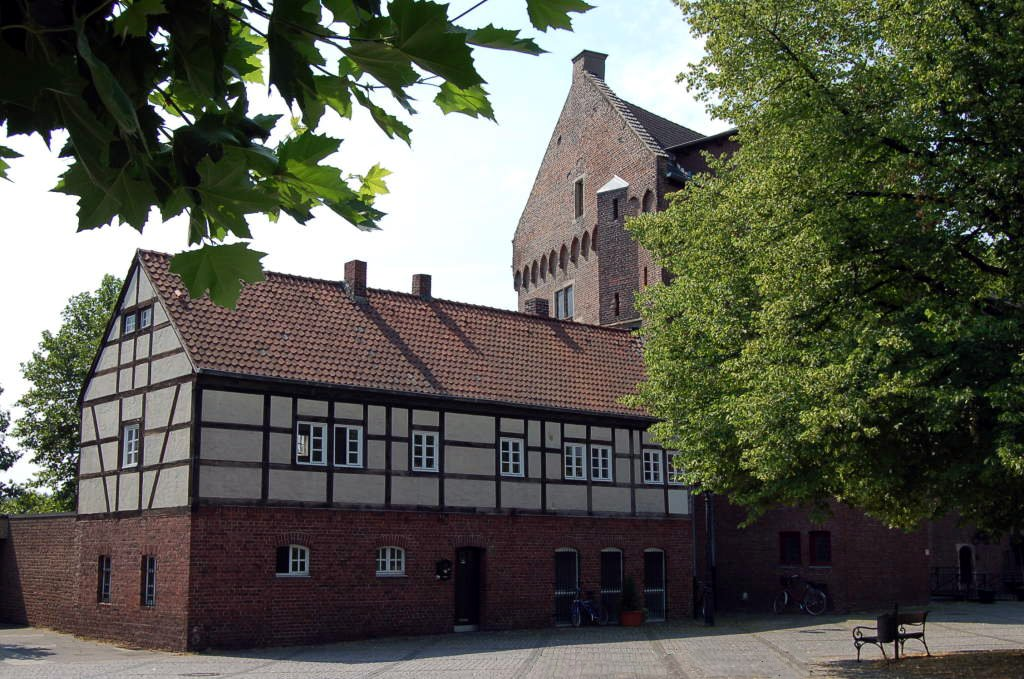
Am Alten Schloss in Grevenbroich

Nahe einer alten Römerstraße zwischen Rhein und Maas wurde das sumpfreiche Gebiet von den Grafen von Kessel, deren Stammsitz die Grafschaft Kessel an der Maas war, Ende des 13. Jahrhunderts urbar gemacht. Inmitten der Besitzungen errichteten sie auf einer Kiesbank eine befestigte Burganlage, die von Brüchen, Sümpfen und der Erft umgeben, einen sicheren Schutz gegen feindliche Angriffe bildete.
In der Folge wurde das Dorf nach seinen gräflichen Besitzern als „Bruche comitis“ – der Grafen Bruch oder Bruchland – bezeichnet. 1297 wurde das Wilhelmitenkloster in munitione Bruyke (in der befestigten Ansiedlung Broich) errichtet. Teile des Wilhelmitenklosters mit dem Bernardusturm sind heute noch zwischen der Pfarrkirche St. Peter und Paul und dem Alten Rathaus zu sehen. 1307 wurden Burg und Ort durch Schiedsspruch den Grafen und späteren Herzögen von Jülich zugesprochen.
Im 15. Jahrhundert bauten die Herzöge von Jülich die ehemalige Burganlage zum landesherrlichen Schloss (Altes Schloss) um, in dem seit 1425 mehrfach der Jülicher Landtag abgehalten wurde. Vom ehemaligen Schloss ist noch der Palasbau nebst einem Torgebäude, welches das Schloss von der Stadt trennte, vorhanden. Heute noch bildet das Alte Schloss mit seiner Gastronomie und großen Versammlungs- und Konferenzräumen einen kulturellen und gesellschaftlichen Mittelpunkt im Zentrum der Stadt, so dass Grevenbroich von jeher gerne als Schlossstadt bezeichnet wird.
Grevenbroich war bis zur Besetzung durch französische Revolutionstruppen im Jahre 1794 Sitz des jülichschen Amtes Grevenbroich, zu dem auch die Städte Mönchengladbach und Rheydt gehörten.

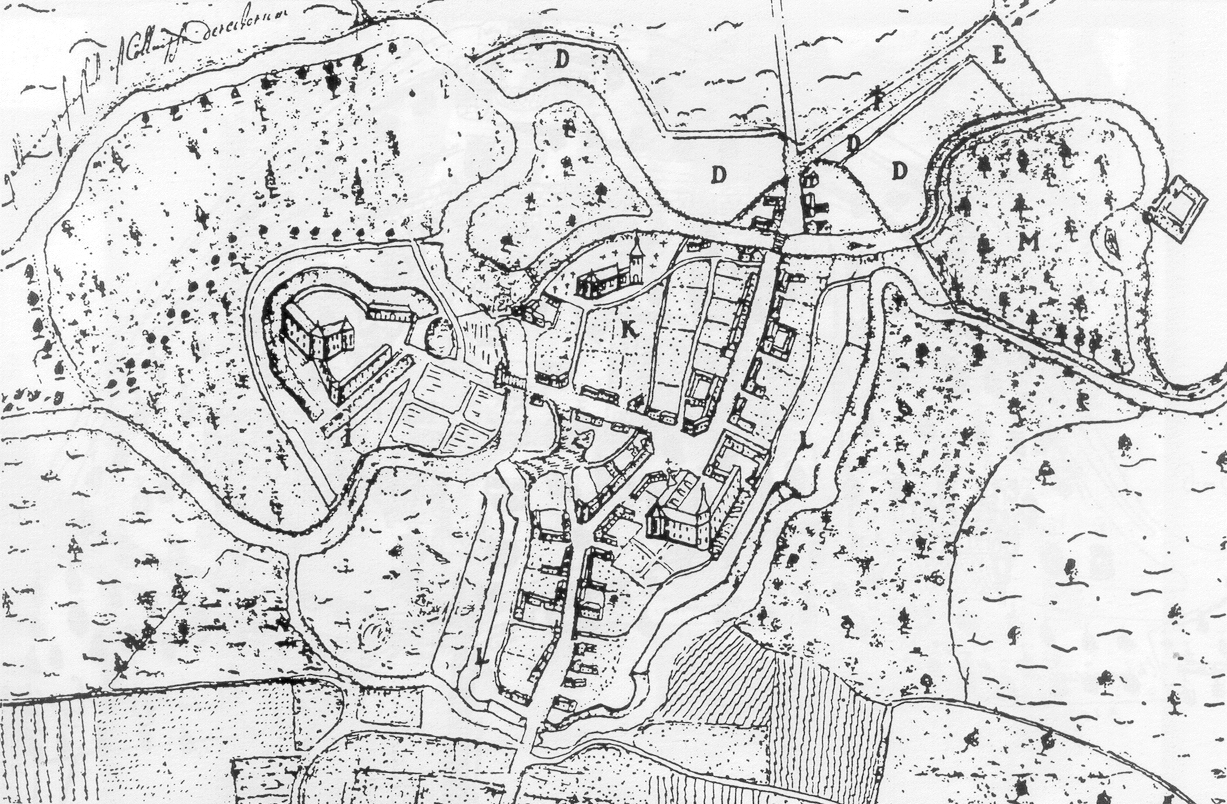
Karte Grevenbroichs von 1771

Bis gegen Ende des 18. Jahrhunderts wuchs die Stadt nicht über die Wälle mit davorliegenden Wassergräben hinaus, die sie als sogenannte „innere Festung“ umgaben. Dann entwickelte sie sich schnell. 1767 zählte Grevenbroich 330 Einwohner, 1820 waren es 627, 1871 waren es 1325 und 1900 waren es 3.410.
1869 wurde die Bahnstrecke Düren–Neuss eröffnet und 1899 die Bahnstrecke zwischen Grevenbroich und Köln. Dieser Eisenbahnknoten begünstigte industrielle Ansiedlungen (Textil-, Metall- und Nahrungsmittelindustrie) und den Braunkohleabbau.
Von 1815 bis 1929 war Grevenbroich Kreisstadt des gleichnamigen Landkreises, s. u.
Der zur Stadt Grevenbroich gehörende Ort Gürath musste um 1900 als erstes Dorf dem Braunkohlebergbau im rheinischen Revier weichen. Gürath (ältere Schreibweisen: Judenrode, Gudenrode) war Sitz einer Kommende des Deutschen Ordens. Der Ort Elfgen wurde (wie auch einige andere Gebiete im Stadtgebiet Grevenbroich) weggebaggert und das damalige Gut Vollrath in Neuenhausen ab Mitte des 20. Jahrhunderts mit Abraum aus der Braunkohleförderung verschüttet. Dadurch entstanden die künstlichen Anhöhen Vollrather Höhe (auf deren Gebiet Gut Vollrath lag) und die Gustorfer Höhe. Diese sind renaturierte Abraumhalden. Ein Teil der Einwohner Elfgens wurde in den neu angelegten Ortsteil Neu-Elfgen umgesiedelt.
1995 fand im Stadtpark der Stadt eine Landesgartenschau statt.
Im Jahr 2005 wurde die Stadt beim bundesweiten Wettbewerb „Unsere Stadt blüht auf“ mit „Gold“ ausgezeichnet.

### Religionen

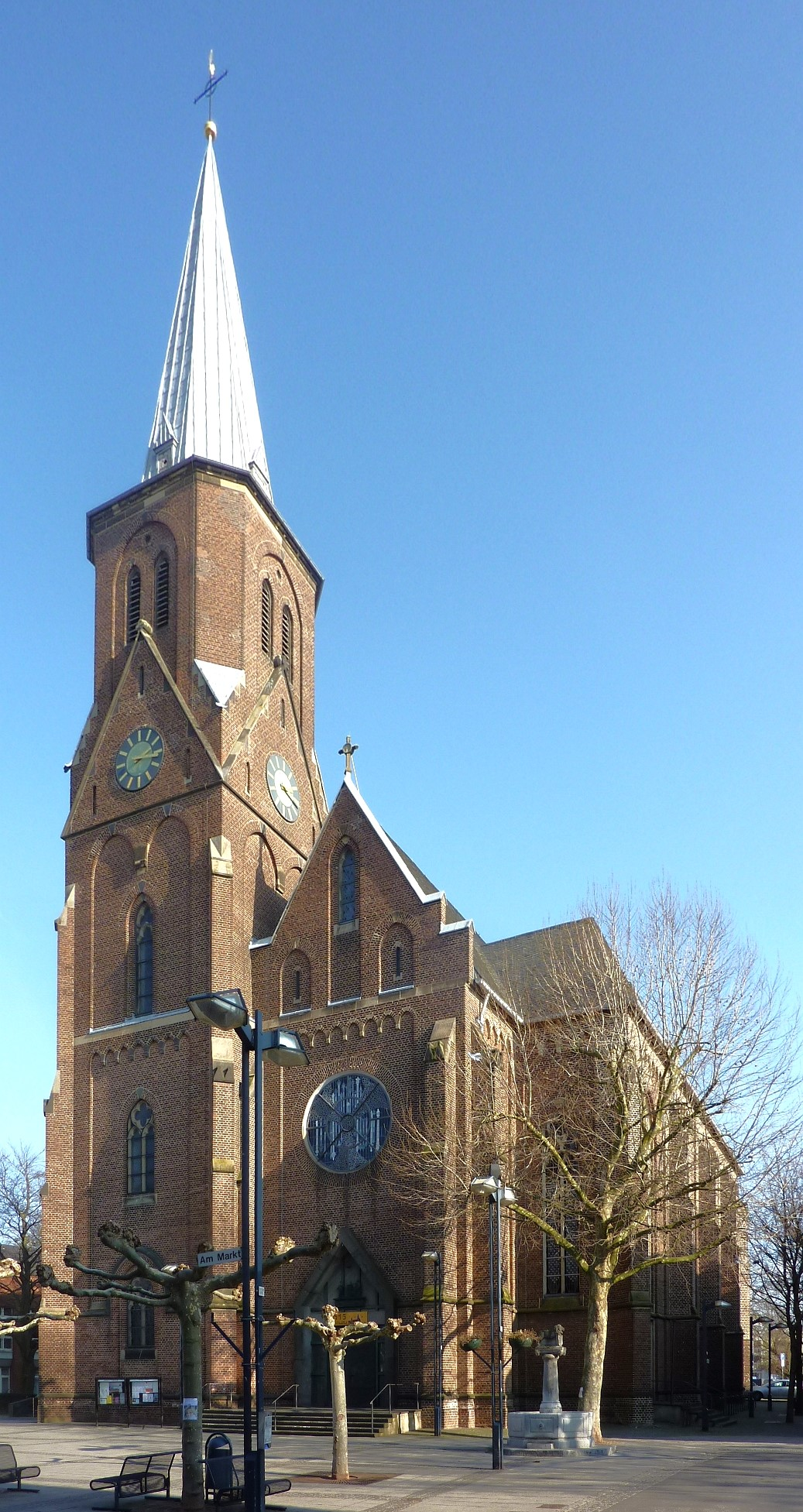
Kirche St. Peter und Paul in Grevenbroich

Bis zum Ende des Zweiten Weltkrieges waren fast alle Einwohner katholisch. Lediglich in Wevelinghoven gab es seit der Reformation eine evangelische Gemeinde. Die Erckens-Kapelle der Industriellenfamilie Erckens gegenüber deren Villa diente ihnen als Versammlungsstätte; heute wird sie von der Freien Christengemeinde genutzt. Durch den Zuzug Heimatvertriebener in den Nachkriegsjahren wuchs der Anteil evangelischer Gläubiger auf etwa 25 Prozent.
Beim Zensus 2011 bezeichneten sich 17,7 % der Einwohner evangelisch, 53,2 % als römisch-katholisch und 29,1 % als konfessionslos, gehörten einer anderen Religionsgemeinschaft an oder machten keine Angabe. Ende Dezember 2019 waren von den etwa 64.000 Einwohnern 6.300 (10 %) evangelisch.
Heute gibt es mehrere katholische, evangelische und freikirchliche Gemeinden sowie eine neuapostolische. In Hülchrath gab es ein kleines Bethaus der wenigen jüdischen Einwohner. Neben den Kirchen für die christlichen Religionsgemeinschaften gibt es eine Moschee in Grevenbroich-Stadtmitte sowie eine weitere beim Kraftwerk Frimmersdorf.
Die in den 1870er Jahren gebaute Gustorfer Kirche „St. Maria Himmelfahrt“ wurde unter anderem durch ihre drei romanischen Reliefplatten als „Gustorfer Chorschranken“ bekannt, die als Chorschranken dienten.

### Kreisstadt

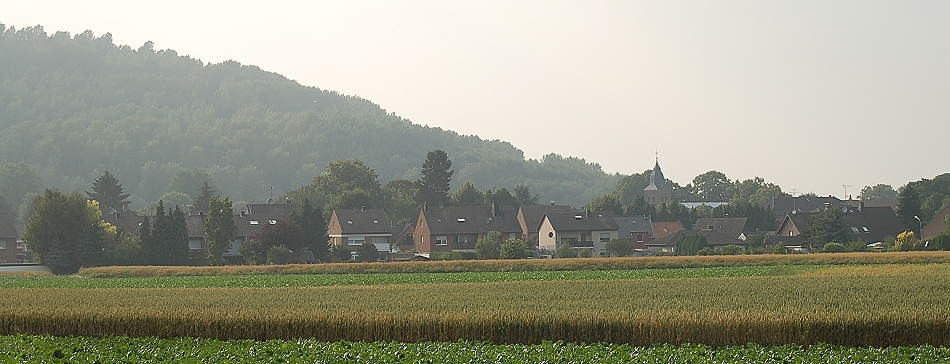
Ansicht auf Allrath

Von 1816 bis 1929 war die Stadt Verwaltungssitz für den damaligen Landkreis Grevenbroich, zu dem die Städte Grevenbroich und Wevelinghoven sowie 22 Gemeinden gehörten.
1929 fand eine umfassende Gebietsreform statt, bei der die Landkreise Kreis Grevenbroich, Kreis Neuß und Teile des Kreises Gladbach aufgelöst und in den Landkreis Grevenbroich-Neuß eingeordnet wurden. 1946 wurde er in „Kreis Grevenbroich“ rückbenannt. Zu diesem Landkreis gehörten am Ende die Städte Dormagen, Grevenbroich, Meerbusch, Wevelinghoven und Zons sowie 28 weitere Gemeinden.

### Eingemeindungen
Am 1. Januar 1975 wurden im Zuge der kommunalen Neugliederung in NRW der Kreis Grevenbroich und die kreisfreie Stadt Neuss zum neuen Kreis Neuss, heute Rhein-Kreis Neuss, zusammengelegt. Der Kreissitz befindet sich in Neuss, jedoch sind bedeutende Teile der Kreisverwaltung in Grevenbroich angesiedelt. Durch die Gebietsreform umfasst das heutige Stadtgebiet neben der ursprünglichen Stadt Grevenbroich die ehemaligen Gemeinden Frimmersdorf, Gustorf, Hemmerden, Kapellen/Erft und Wevelinghoven sowie den größten Teil der Gemeinde Neukirchen.

### Bevölkerungsentwicklung
Die Einwohnerzahl von Grevenbroich wuchs im Mittelalter und der frühen Neuzeit nur langsam und ging durch zahlreiche Kriege, Seuchen und Hungersnöte immer wieder zurück. Durch die Industrialisierung im 19. und 20. Jahrhundert beschleunigte sich das Bevölkerungswachstum. Lebten 1840 erst 823 Menschen in der Stadt, so waren es 1939 bereits 12.380. Auch danach stieg die Bevölkerungszahl weiter. 1961 hatte Grevenbroich 21.955 Einwohner.
Eingemeindungen mehrerer Orte in der Umgebung brachten der Stadt am 1. Januar 1975 einen Zuwachs von 30.343 Personen auf 56.935 Einwohner. Den historischen Höchststand erreichte die Bevölkerungszahl am 31. Dezember 2001 mit 65.039. Am 31. Dezember 2006 betrug die „Amtliche Einwohnerzahl“ für Grevenbroich nach Fortschreibung des Statistischen Landesamtes Nordrhein-Westfalen 64.388 (nur Hauptwohnsitze und nach Abgleich mit den anderen Landesämtern). Somit wurde die 65.000 Einwohner-Hürde als Ziel des Bürgermeisters erneut verfehlt.

## Politik

### Stadtrat
Die Ergebnisse der Stadtratswahl vom 11. September 2020 zeigen die Diagramme – nebenstehend die Stimmenanteile, untenstehend die Sitzverteilung.
- Linke: 1
- SPD: 16
- Grüne: 6
- GGV: 1
- Mein GV: 3
- UWG: 3
- FDP: 4
- CDU: 15
- AfD: 1

### Jugendrat
Am 9. Februar 2015 fand die letzte Jugendrats-Wahl der Stadt Grevenbroich statt. Schüler konnten aus insgesamt elf Kandidaten für einen Sitz im Jugendrat wählen. Es wurden letztlich sechs Jugendliche zwischen 15 und 18 Jahren in den Jugendrat gewählt.
Insgesamt war es bereits der vierte Jugendrat in Grevenbroich. Das verfolgte Ziel des Jugendrates ist es, Jugendliche in die demokratische Willensbildung einzubeziehen, indem Projekte für Jugendliche verwirklicht werden.

### Bürgermeister
bis zum Jahr 1945:
| Amtszeit  | Name                            |                                                    |
| --------- | ------------------------------- | -------------------------------------------------- |
| 1839–1850 | Fedor von Goldammer (1809–1862) | danach Bürgermeister in Odenkirchen                |
| 1851–1875 | Johann Theodor Wilbertz         | einheimischer Fabrikant                            |
| 1875–1889 | Sebastian Bier                  |                                                    |
| 1889–1919 | Alfred Harnisch                 |                                                    |
| 1924–1945 | Lorenz Wilms                    | Vater der späteren Bundesministerin Dorothee Wilms |

vor der kommunalen Neugliederung im Jahr 1975:
| Amtszeit  | Name                     | Partei |
| --------- | ------------------------ | ------ |
| 1959–1969 | Georg Budke (1900–1994)  | CDU    |
| 1969–1975 | Hans Wattler (1927–2008) | CDU    |

seit der kommunalen Neugliederung im Jahr 1975:
| Amtszeit  | Name                                | Partei |
| --------- | ----------------------------------- | ------ |
| 1975–1979 | Hans Wattler (1927–2008)            | CDU    |
| 1979–1994 | Hans Gottfried Bernrath (1927–2010) | SPD    |
| 1994–1999 | Erich Heckelmann                    | SPD    |
| 1999–2004 | Theo Hoer                           | CDU    |
| 2004–2009 | Axel Prümm                          | CDU    |
| 2009–2015 | Ursula Kwasny                       | CDU    |
| seit 2015 | Klaus Krützen                       | SPD    |

Bei der Stichwahl um das Amt des Bürgermeisters am 27. September 2015 konnte sich der SPD-Herausforderer Klaus Krützen mit 55,19 % gegen die amtierende Bürgermeisterin Ursula Kwasny durchsetzen, die 44,81 % der Stimmen erhielt. Bei der Kommunalwahl 2020 wurde Krützen im Amt bestätigt.

### Wappen
Blasonierung: „In Rot eine stilisierte schwarzgefugte silberne Burg mit ausgestellten Mauersockeln aus Wehrturm mit vorkragendem Zinnendach, rechts daran angesetztem Überzimmer, offenem Rundportal mit zwei darüberliegenden Schießscharten und linksseitig angesetzter ebensolcher Zinnenmauer mit einer Schießscharte, rechts beseitet mit einem goldenen Schild, darin ein rotbewehrter und -bezungter schwarzer Löwe, den Schildrand berührend.“ Das Stadtwappen in der heutigen Form wird seit dem 9. Februar 1976 geführt und geht auf das Schöffensiegel von 1308 zurück.

Wappenerklärung: Der Löwe stellt den Jülicher Löwen aus dem Wappen der Grafen von Jülich dar, die stilisierte Burg die frühere Grevenbroicher Burg. Das Wappen ist damit ein „redendes Wappen“. Die Burg wurde im Jahre 1305 ein Besitz der Grafen von Jülich, repräsentiert durch den Wappenschild mit dem Jülicher Löwen. Im lokalen Dialekt der Stadt heißen Grafen „Greven“, Broich weist auf das ehemals sumpfige Gelände hin. Das älteste bekannte Siegel von 1308 wurde vermutlich im Jahre 1305 erstellt und zeigt schon eine Burg und den Löwen. Bis ins 16. Jahrhundert hatten Siegel und Wappen die gleiche Kombination, aber Größe und Anordnung variierten. Im 16. Jahrhundert wechselte der Löwe auf die heraldisch linke Seite, die Burg auf die rechte. Im 19. Jahrhundert wurde die alte Anordnung wiederhergestellt. Teilweise überdeckte der Löwenschild die Burg, der Löwe war zeitweise linksgewendet, die Burg rot auf silbernem Schild.

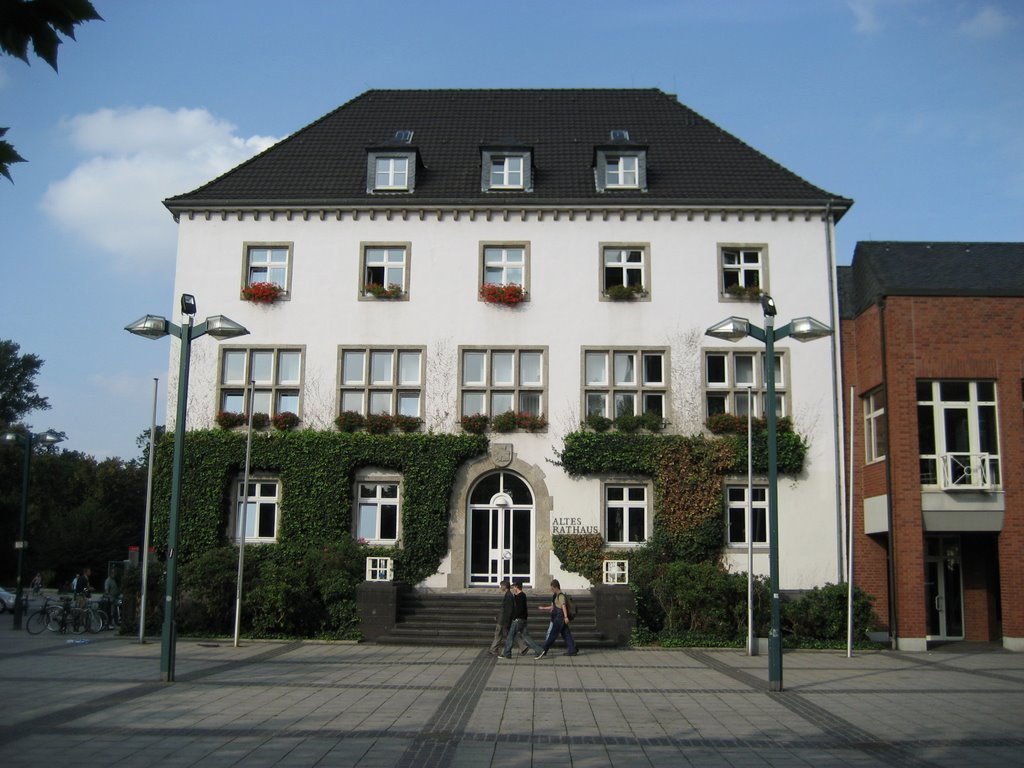
Altes Rathaus in Grevenbroich

### Städtepartnerschaften
Grevenbroich unterhält vier Städtepartnerschaften.
- Auerbach/Vogtl. (Deutschland)
- Kessel (Niederlande)
- Saint-Chamond (Frankreich)
- Celje (Slowenien)

## Kultur und Sehenswürdigkeiten

### Museen
Einige Kilometer entfernt von Grevenbroich gibt es ein Feldbahnmuseum, in dem man alte Lokomotiven betrachten und in einer Dampflokomotive mitfahren kann. Das Museum befindet sich allerdings im Rommerskirchener Ortsteil Oekoven.
Das Anfang März 2012 eröffnete Museum der Niederrheinischen Seele in der Villa Erckens im Grevenbroicher Stadtpark bietet neben seiner Dauerausstellung auch wechselnde Ausstellungen sowie einen Präsentationsraum zum nahegelegenen Braunkohletagebau.

### Musik
Bekannteste aus Grevenbroich stammende Musikgruppen sind die Dark-Metal-Band Bethlehem, die Punkrock-Band Planlos, die Metal-Band Adorned Brood, welche zu den dienstältesten Pagan-Metal-Bands Deutschlands zählt, sowie die Post-Hardcore-Band City Light Thief, welche bereits mehrfach beim Rock-am-Ring-Festival auftrat.

### Regelmäßige Veranstaltungen
Die wichtigsten Elemente des Grevenbroicher Brauchtums sind die 24 Schützen- und Heimatfeste von Mai bis zum zweiten Wochenende im Oktober, vor allem das Fest in Grevenbroich Stadtmitte am ersten Wochenende im September.

### Bauwerke

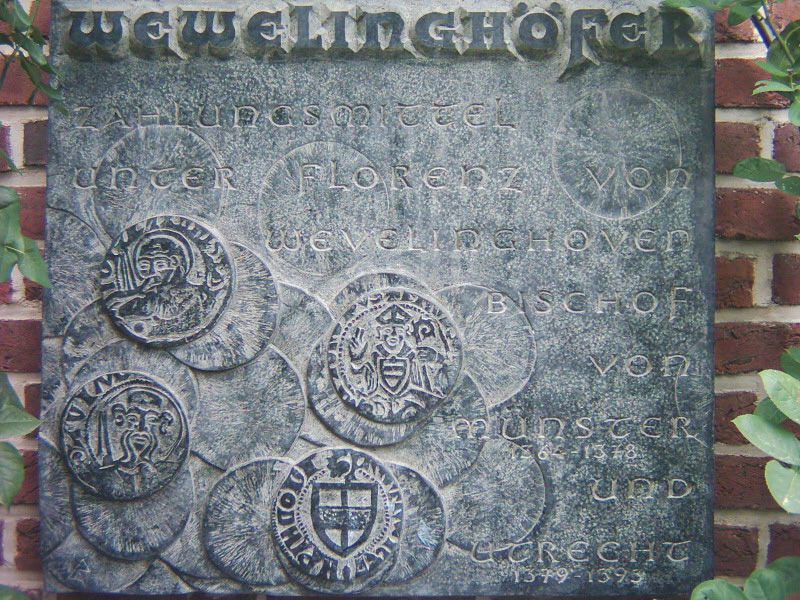
Gedenktafel an Florenz von Wevelinghofen (Bischof von Münster 1364–1378) und seine Wewelinghöfer

Das im klassizistischen Stil gebaute Museum „Villa Erckens“ ist auch baulich und geschichtlich interessant. Der Name verweist auf den Industriellen Oskar Erckens, der die Villa im Jahre 1887 als Privatwohnsitz errichten ließ. Der wirtschaftliche Einbruch infolge des Zweiten Weltkrieges, von dem sich seine in unmittelbar angrenzender Nähe befindliche „Erckens & Co. Baumwollspinnerei und -Weberei“ nicht mehr erholte, führte 1956 zur Schließung seiner Betriebsstätte. Daraufhin erwarb die Stadt Grevenbroich Villa und Park von der Familie Erckens, um diese bis in die 1980er Jahre als Verwaltungsnebenstelle zu nutzen. Nach einem Umbau und Renovierung wurde die Villa Erckens am 17. Juni 1989 als „Museum im Stadtpark“ eröffnet.
Bekannte Sehenswürdigkeiten sind neben dem mittelalterlichen Schloss Hülchrath inklusive des Ortsteils Hülchrath der Ortsteil Wevelinghoven mit dem Alten Pastorat von 1653, das Kloster Langwaden und das Haus Horr.
Etwa im Jahre 1145 erfolgt die Gründung des Klosters Langwaden als Prämonstratenserinnenkloster auf Wunsch des Grafen Christian von Wevelinghoven. Eine erste urkundliche Erwähnung erfährt das Kloster durch den Kölner Erzbischof Philipp I. von Heinsberg im Jahre 1173.
Eine Gedenktafel an Florenz von Wevelinghofen (Bischof von Münster 1364 bis 1378) und seine Wewelinghöfer befindet sich an einem Gebäude am Klosterweg im Stadtteil Wevelinghoven. Der Wewelinghöfer ist ein Westfälischer Pfennig, der unter Kaiser Friedrich II. (regierend von 1212 bis 1250) in Dortmund, von dem Kölner Erzbischof Konrad von Hochstaden in Soest sowie von den Bischöfen von Münster und Osnabrück vom 13. bis ins 15. Jahrhundert geprägt wurde.
Zwischen dem Stadtteil Kapellen und dem Neusser Stadtteil Holzheim liegt die bis in die frühen 1990er Jahre betriebene NATO-Raketenstation, die mittlerweile von der Stiftung Insel Hombroich für ein Freilichtmuseum genutzt wird.

### Parks
Das Alte Schloss und die darum herumliegenden Parkanlagen, übrig geblieben von der Landesgartenschau 1995, die von der Stadt weiter gepflegt werden, gelten als Sehenswürdigkeit in Grevenbroich und Umgebung.
Von besonderer künstlerischer Bedeutung ist der Ian-Hamilton-Finlay-Park.
Im erweiterten Gartenschaugelände liegt das Wildfreigehege Bend.

## Sport und Freizeit

### Basketball
Der lokale Basketballverein Grevenbroich Elephants spielt in der 1. Regionalliga West.

### Motocross
Die am Grevenbroicher Tagebau Garzweiler gelegene, 1800 m lange Strecke des MSC Grevenbroich e. V. 1963 ist eine sandige und anspruchsvolle Strecke, die durch die Rekultivierung des ehemaligen Tagebauabschnitts der Rheinbraun entstand. Dort wird auch jährlich das Osterrennen des DAMCV (Deutscher Amateur Moto Cross Verband) veranstaltet. Neben der Hauptstrecke stehen noch weitere Strecken, z. B. für Anfänger, zur Verfügung. Um ganzjährig einen Betrieb zu ermöglichen, gibt es eine Winterstrecke.

### Flugsport
Im Stadtteil Gustorf liegt das Segelfluggelände Grevenbroich Gustorfer Höhe. An das Segelfluggelände grenzt ein Modellflugplatz.

### Imkerei
Der Bienenzuchtverein Grevenbroich und Umgebung ist einer der ältesten Vereine Grevenbroichs. Er wurde 1889 gegründet. Heute werden regelmäßig Nachwuchsimker ausgebildet.

### Golf
Während Planungen im Jahre 1990 für die Landesgartenschau 1995 in der Stadt Grevenbroich wurde eine Golfanlage in Erwägung gezogen. Durch die Rekultivierung eines Teils des Braunkohletagebaus fand sich ein 90 Hektar großes Gelände, das rechtzeitig zur Landesgartenschau 14 bespielbare Bahnen bot und bis Mai 1997 zu einem 18-Loch-Golfplatz ausgebaut wurde, der von etwa 800 Mitgliedern genutzt wird (Stand Januar 2007).

### Kultus Openair
Die Jugendinitiative Grevenbroich e. V. veranstaltet zusammen mit dem Jugendcafé Café Kultus einmal im Jahr ein großes Festival Am Markt von Grevenbroich.
Dieses nennt sich Kultus Openair und findet stets zum Sommerferienbeginn statt.

## Wirtschaft und Infrastruktur

### Wirtschaft

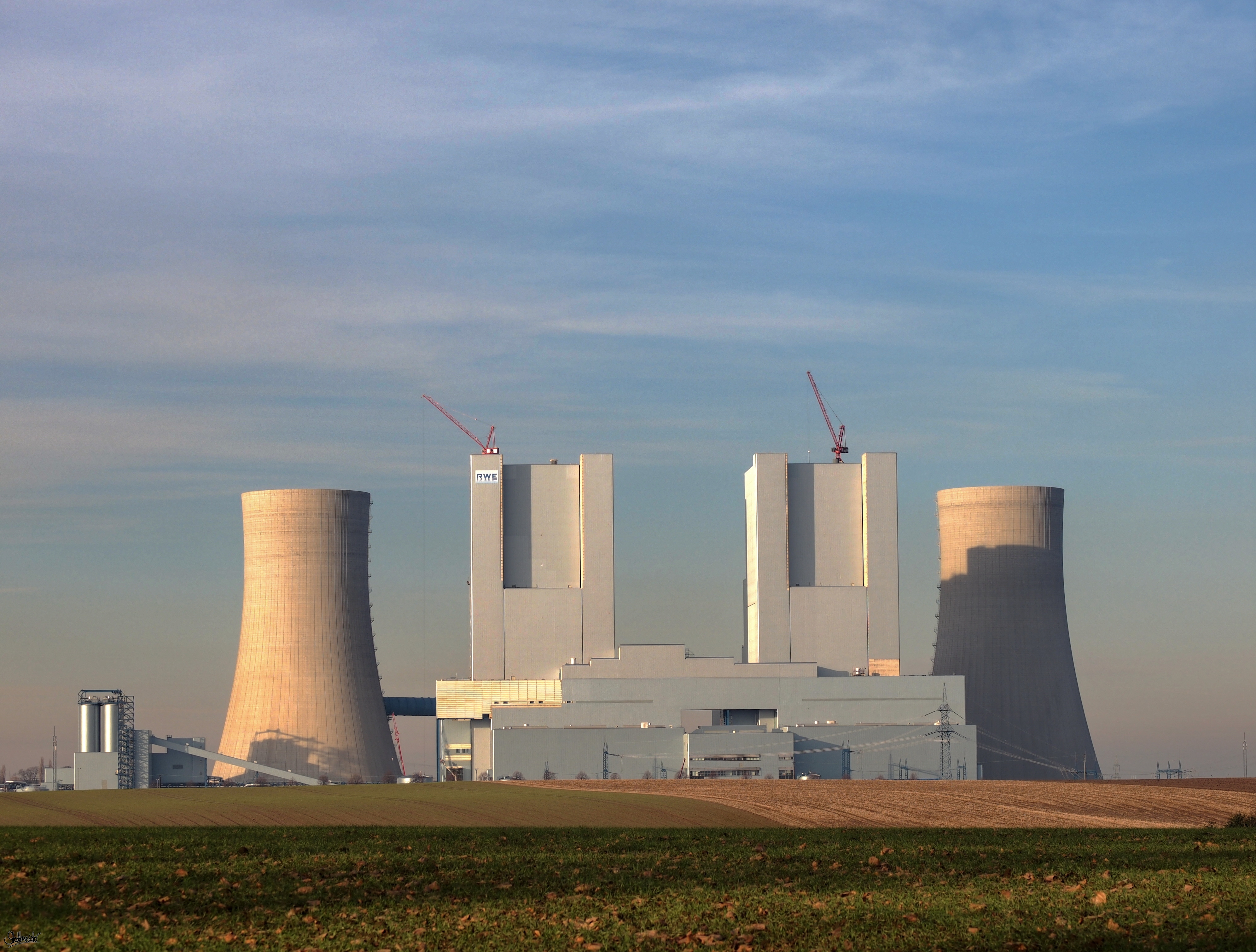
Kraftwerk Neurath

Grevenbroich bezeichnete sich selbst jahrelang als „Bundeshauptstadt der Energie“. Nach fünf Jahren wurde das Motto im Jahr 2010 verworfen. In Grevenbroich befindet sich die größte zusammenhängende Lagerstätte für Braunkohle in Europa. Auf 2500 Quadratkilometern wird der fossile Brennstoff gefördert. Ein Teil der Braunkohle wird in den Braunkohlekraftwerken der Umgebung zur Stromerzeugung verfeuert. Innerhalb der Stadtgrenzen liegen das Kraftwerk Frimmersdorf und das Kraftwerk Neurath, welches seit der Inbetriebnahme zweier neuer Blöcke im Jahr 2012 das leistungsstärkste Kraftwerk Deutschlands ist. Das Europäische Schadstoffemissionsregister EPER hat Grevenbroich an die oberste Stelle seiner Liste der zehn dreckigsten Städte Europas gesetzt.
Die Aussichtsplattformen des Braunkohletagebaus Garzweiler ermöglichen den Blick auf Schaufelradbagger, Absetzer und kilometerlange Förderbandstraßen. Über die Firma RWE-Power sind Gruppenführungen im Braunkohletagebau möglich.
Die Firma Windtest Grevenbroich GmbH betreibt auf der „Frimmersdorfer Höhe“ in Grevenbroich nach eigenen Angaben das „weltgrößte Testfeld für Windkraftanlagen im Binnenland“. Dort steht unter anderem der Prototyp der Nordex N80/2500, die bei Errichtung im Jahr 2000 als der leistungsstärkste in Serie gefertigte Windkraftanlagentyp galt. Der Einweihung dieser Anlage im Februar 2000 wohnten unter anderem Bundeskanzler Gerhard Schröder und Wolfgang Clement, damals Ministerpräsident von Nordrhein-Westfalen, bei. Anteilseigner am Unternehmen ist die Gelsenkirchener Firma energy engineers, der Energieversorger RWE, die NRW.Bank, der Rhein-Kreis Neuss und die Stadt Grevenbroich.
Am Neurather See wurde eine Photovoltaikanlage installiert. Beide Anlagen dienen auch der Forschung und als Referenz für die Straße der Energie.
Grevenbroich ist seit 1917 ein bedeutender Standort der Aluminiumindustrie. Damals wurde zunächst das Erftwerk gegründet, eine Hütte, die Aluminiumelektrolyse betrieb. Deren Tochterfirma, die Rheinische Blattmetall AG, produzierte seit 1922 Aluminiumwalzprodukte.
Beide Firmen gehörten in den Folgejahren zur VAW AG, einer Tochtergesellschaft der VIAG, in der sie trotz direkter Nachbarschaft als Erftwerk und Werk Grevenbroich unterschiedlichen Sparten angehörten.
Die Produktpalette des Erftwerkes wurde im Laufe der Zeit um Kohlenstoff- und Graphitelektroden erweitert. 1991 wurde das Erftwerk zunächst in die VAW Carbon GmbH ausgegliedert, firmiert seit 1998 unter ERFTCARBON GmbH und wurde 2005 durch den japanischen Graphithersteller Tōkai Carbon übernommen.
Nach der Fusion von VIAG und VEBA zur E.ON wurde in der Folge 2002 die VAW AG und somit auch das Werk Grevenbroich an die norwegische Norsk Hydro verkauft. Diese wiederum verkaufte ihr Walzgeschäft mit dem Standort Grevenbroich 2021 an den Kapitalinvestor KPS Capital Partners, der dieses unter dem Namen Speira GmbH weiterführt.
In der Landwirtschaft werden traditionell Zuckerrüben und Kartoffeln angebaut. Lange war Grevenbroich folglich auch Standort der Zuckerindustrie. Eine Zuckerfabrik, die zum Lebensmittelkonzern Pfeifer & Langen gehörte, bestand im Ortsteil Wevelinghoven bis 1995. Darüber hinaus besteht bis heute eine Produktionsstätte der Intersnack-Gruppe, in der unter anderem Kartoffelchips hergestellt werden.
Der ADAC betreibt seit dem 10. März 2005 im Elsbachtal am Rande des Braunkohletagebaus ein zwölf Hektar großes Fahrsicherheitszentrum.

### Finanzhaushalt

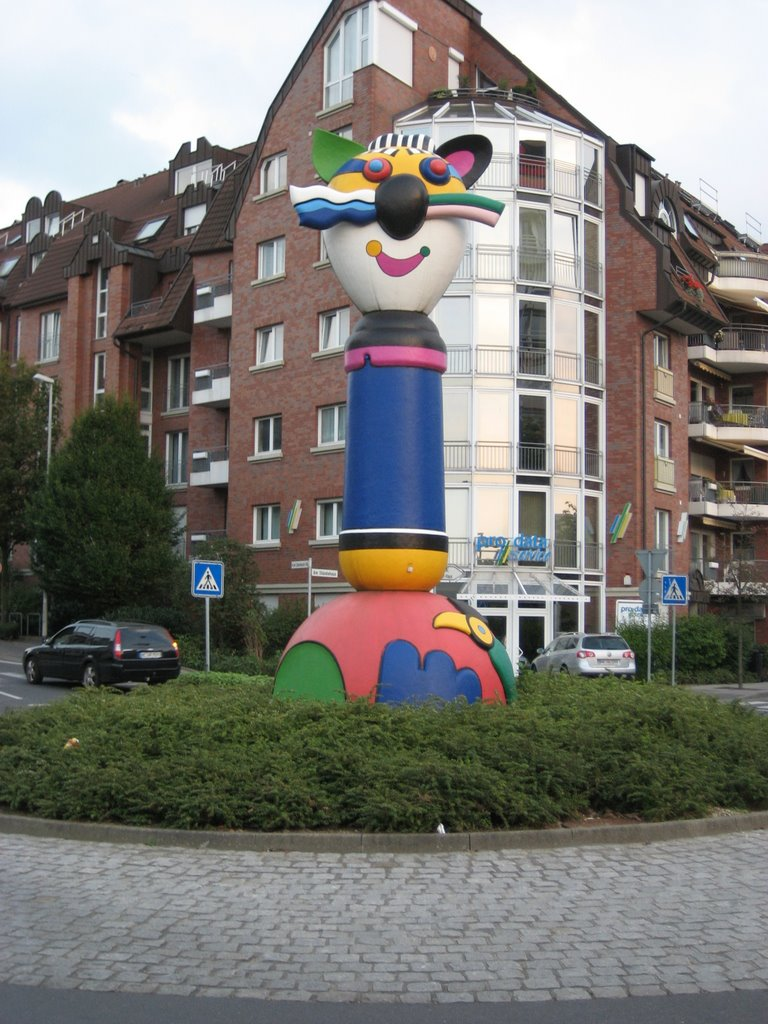
Turmkater

Obwohl für eine Stadt die Gewerbesteuer die wichtigste Einnahmequelle ist (die etwa ein Drittel der Einnahmen ausmacht), und die Stadt Grevenbroich mit einem Hebesatz von 450 % (wie auch Köln) zu den sehr teuren Städten gehört (Bundesdurchschnitt 380 % Hebesatz), ist die Stadt Grevenbroich Ende 2006 mit 69,2 Millionen Euro hoch verschuldet (Stand: 31. Oktober 2005, Haushaltsplan 2006). Grevenbroich zählt aufgrund hoher Gewerbesteuereinnahmen in dem für die Beurteilung maßgeblichen Zeitraum zu den reichsten Städten des Landes Nordrhein-Westfalen und gehört damit zu den Einzahlern im bundeslandinternen Finanzausgleich zwischen reichen und armen Städten.
Die Stadt befindet sich seit 1994 ununterbrochen in der Haushaltssicherung (Stand: Oktober 2011). Damit ist sie eine von 198 Gemeinden, die sich darin zum Jahresende 2005 befanden und ein genehmigungspflichtiges Haushaltssicherungskonzept (HSK) aufstellen mussten. Darunter befanden sich zu der Zeit 20 kreisfreie Städte, 9 Kreise und 169 kreisangehörige Städte oder Gemeinden.
| Jahr | Haushalt geplant €                                       | Stand                        | Haushalt real €    | Stand             |
| ---- | -------------------------------------------------------- | ---------------------------- | ------------------ | ----------------- |
| 1996 | k. A.                                                    |                              | ~11.606.326,- SOLL | 10. Februar 2000  |
| 1998 | k. A.                                                    |                              | ~24.030.718,- SOLL | 10. Februar 2000  |
| 1999 | k. A.                                                    |                              | ~22.803.617,- SOLL | 10. Februar 2000  |
| 2000 | ~13.804.880,- HABEN ~24.118.388,- SOLL                   | 1996 10. Februar 2000        | k. A.              |                   |
| 2001 | ~16.361.340,- SOLL                                       | 10. Februar 2000             | k. A.              |                   |
| 2003 | ~9.714.545,- HABEN                                       | 10. Februar 2000             | k. A.              |                   |
| 2005 | ~60.000.000,- SOLL ~65.000.000,- SOLL ~63.100.000,- SOLL | November 2004 Mai 2005 k. A. | ~51.800.000,- SOLL | März 2006         |
| 2006 | ~69.000.000,- SOLL                                       | 31. Oktober 2005             | k. A.              |                   |
| 2007 |                                                          |                              | 90.394.000,- SOLL  | 31. Dezember 2007 |
| 2008 | ~84.000.000,- SOLL ~79.000.000,- SOLL                    | k. A. März 2006              | 92.886.000,- SOLL  | 31. Dezember 2008 |
| 2009 | ~78.400.000,- SOLL                                       | 31. Oktober 2005             | 93.726.000,- SOLL  | 31. Dezember 2009 |
| 2010 |                                                          |                              | 82.566.000,- SOLL  | 31. Dezember 2010 |

(Alle Beträge wurden auf Euro umgerechnet, um bessere Vergleichbarkeit zu ermöglichen.)

### Verkehr
In Grevenbroich gibt es Anschlussstellen an die A 46 und die B 59 (ehemals A 540).
Der Flughafen Düsseldorf ist etwa 38 Kilometer entfernt, der Flughafen Köln/Bonn etwa 53 Kilometer.
Zahlreiche Radwege erschließen die Stadt und Umgebung (Erft-Radweg, Energiepfad Grevenbroich, Euroga zwischen Rhein und Maas, Niederrheinroute, Kaiser-Route).

#### Bahnverkehr

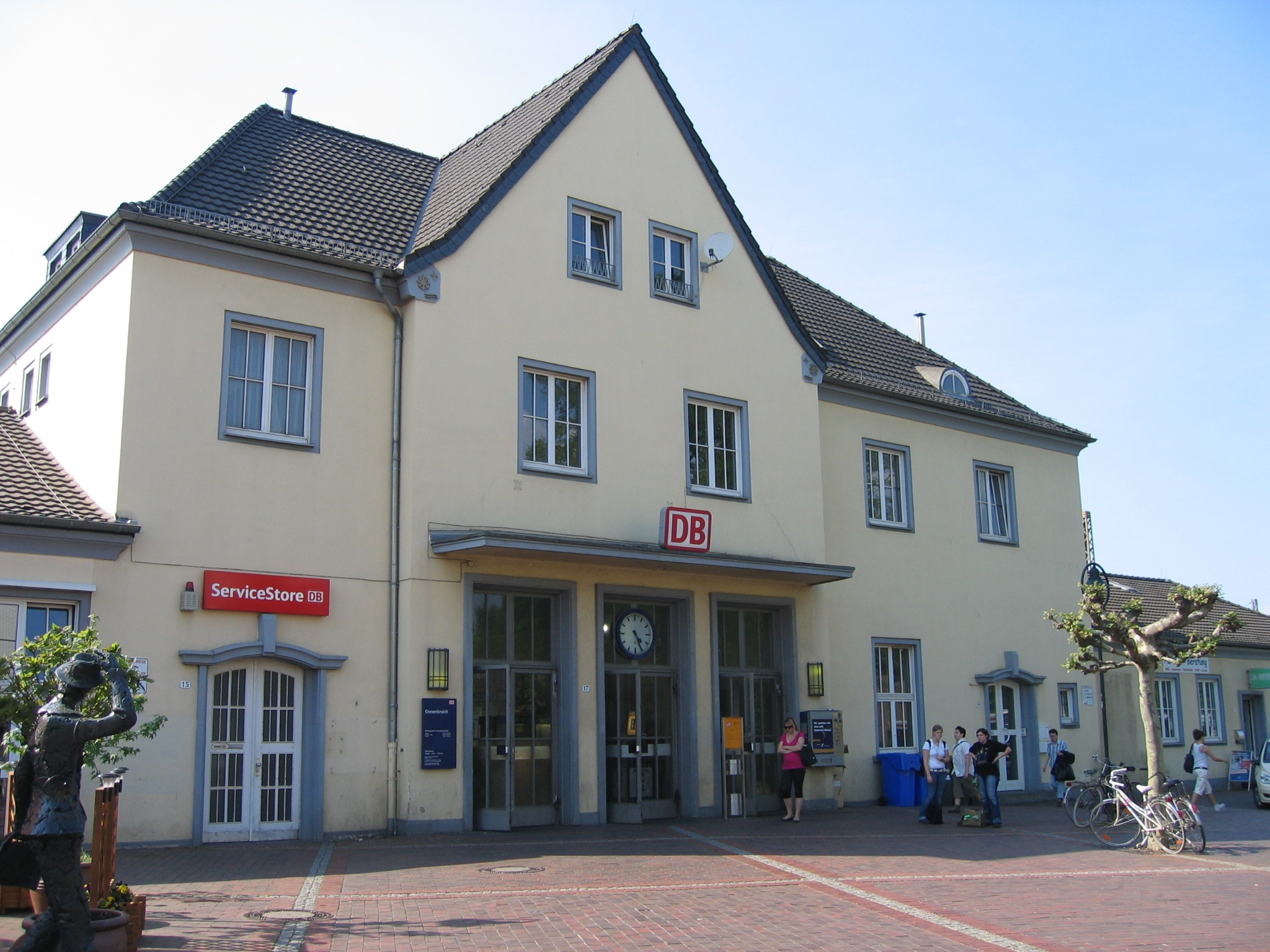
Das Bahnhofsgebäude in Grevenbroich

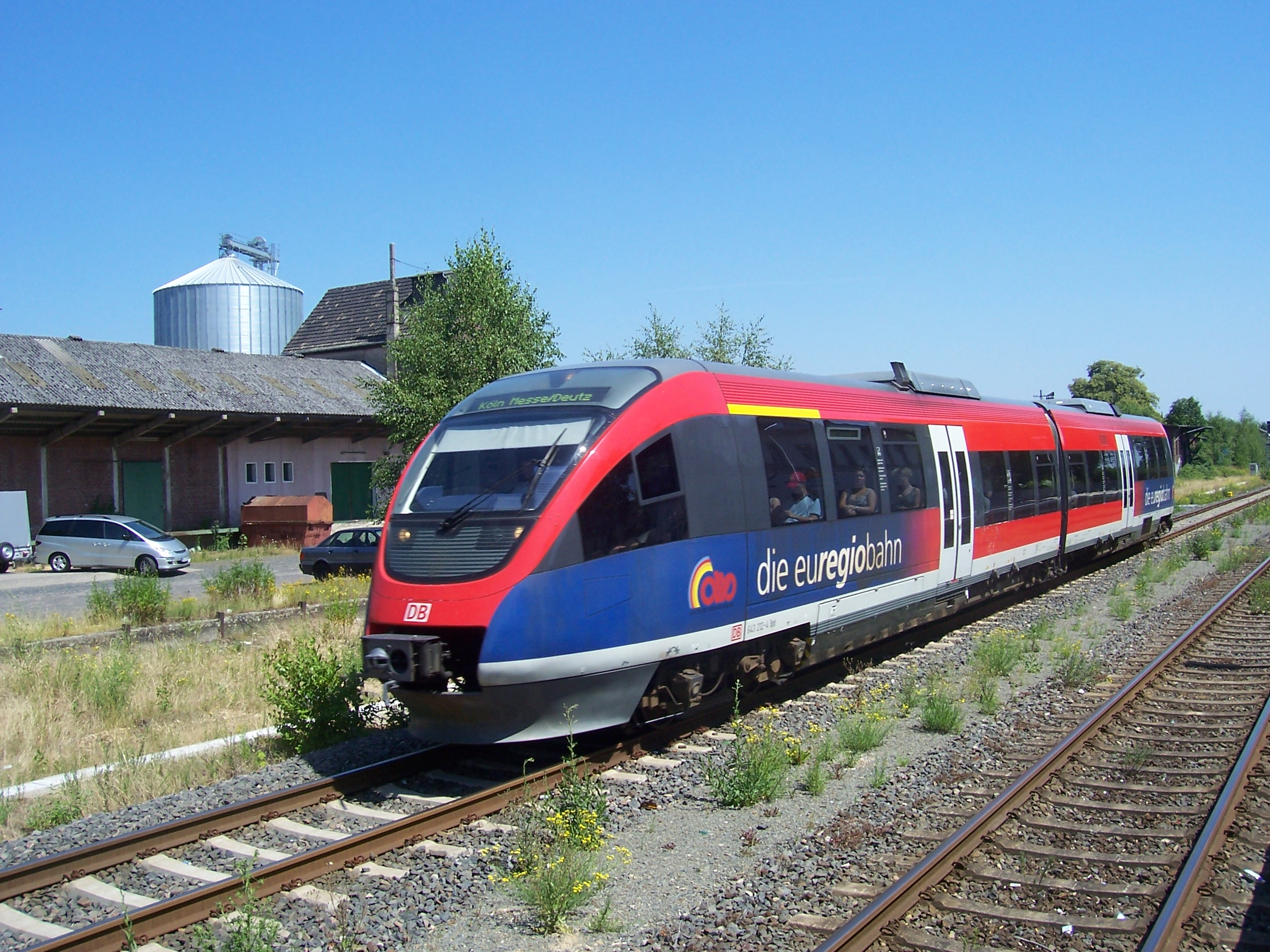
Erft-Bahn in Kapellen

Der Grevenbroicher Bahnhof bildet den Knotenpunkt der Bahnstrecke Köln–Mönchengladbach mit der Bahnstrecke Düren–Neuss. Er wird von den Linien RB 39 (Düssel-Erft-Bahn), RE 8 (Rhein-Erft-Express) und RB 27 (Rhein-Erft-Bahn) bedient und bietet tagsüber im Halbstundenrhythmus Verkehrsverbindungen in die Nachbarstädte Düsseldorf und Köln sowie mindestens im Stundenrhythmus nach Mönchengladbach.

#### Busverkehr
Der städtische Busverkehr wird hauptsächlich vom Busverkehr Rheinland (BVR) betrieben, so auch die drei Stadtbuslinien (891, 892, 893). Daneben gibt es noch Linien von der Stadtwerke Neuss GmbH und der KVG (ÖPNV Jüchen), sowie eine Linie aus dem Verkehrsverbund Rhein-Sieg (VRS).
Grevenbroich und seine Stadtteile werden durch folgende Buslinien angebunden:
| Linie | Strecke | Betrieb        |
| ----- | --- | -------------- |
| 091   | Jüchen – Gierath (– Hemmerden) – Grevenbroich | Schultage      |
| 098   | (Jüchen Markt –) Jüchen Schulzentrum – Gierath – Bedburdyck – GV-Elsen – Grevenbroich Zedernstraße (– Aluminiumwerk)                                                                                | täglich        |
| 858   | GV-Elsen Auf dem Griessen – Wevelinghoven – Kapellen – Neuss Stadthalle/Museum | werktags       |
| 865   | GV-Neurath – Grevenbroich – GV-Mühlrath | Schultage      |
| 869   | Grevenbroich Bf – Wevelinghoven – Kapellen – NE-Holzheim – Neuss Stadthalle/Museum | werktags       |
| 871   | Grevenbroich Bf – Rommerskirchen – Dormagen Marktplatz/Kö | werktags       |
| 877   | Neuss Landestheater – Holzheim – GV-Kapellen – Mühlrath – Neukirchen – Langwaden – Wevelinghoven (– Grevenbroich Bf)                                                                                | werktags       |
| 878   | (Grevenbroich Bf –) (nur →) GV-Wevelinghoven – Langwaden – Neukirchen – NE-Hoisten – Norf – Neuss Stüttgen (Kleinbus)                                                                               | Montag–Freitag |
| 879   | Grevenbroich – Rommerskirchen Bahnhof/Postamt (– Rommerskirchen Sinsteden) | Schultage      |
| 891   | Kapellen-Wevelinghoven Bf – Hemmerden – Noithausen – Grevenbroich Bf – Neuenhausen – Frimmersdorf – Neurath Kirche                                                                                  | täglich        |
| 892   | Gindorf – Grevenbroich Bf – Allrath – Barrenstein – Rommerskirchen – Neurath Kirche | täglich        |
| 893   | Kapellen–Wevelinghoven Bf – Wevelinghoven – Grevenbroich Bf | täglich        |
| 975   | (Grevenbroich – Laach – Gustorf – Königshoven –) Kaster – Bedburg Bf – Blerichen – Kirdorf – Glesch – Paffendorf – Zieverich – Bergheim Bf – Kenten – Quadrath-Ichendorf – Horrem Bf \|\| Schultage |                |
| NE11  | Kapellen-Wevelinghoven Bf – Hemmerden – Noithausen – Grevenbroich Bf – Neuenhausen – Frimmersdorf – Neurath – Allrath – Barrenstein                                                                 | samstags       |
| NE12  | Kapellen-Wevelinghoven Bf – Wevelinghoven – Grevenbroich Bf – Gindorf | samstags       |

### Ansässige Unternehmen
(Alphabetisch)
- Real Alloy Germany
- Altana: ACTEGA Rhenania GmbH, ehemals Teil der Chemischen Fabrik Helfenberg
- TOKAI Erftcarbon GmbH
- Speira GmbH, vormals Hydro Aluminium[36]
- Intersnack GmbH (z. B. Kartoffelchips)
- Rheinbraun AG, 2003 aufgegangen in RWE Power AG
- RWE Power AG (mit den Braunkohlekraftwerken Kraftwerk Frimmersdorf und Kraftwerk Neurath)
- Windtest Grevenbroich GmbH

### Medien
- Neuss-Grevenbroicher-Zeitung – regionale Tageszeitung, Neusser Zeitungsverlag GmbH, Mantelteil von der Rheinischen Post
- Westdeutsche Zeitung – regionale Tageszeitung, Verlag W. Giradet KG
- Erft-Kurier Grevenbroich – lokales Anzeigenblatt (Mittwoch und Sonntag), Neusser Druckerei und Verlag GmbH
- Stattblatt – lokales Anzeigenblatt im Magazinformat (monatlich)
- Belleview – Das Kulturmagazin für Grevenbroich

Die drei vorstehend genannten Verlagsgesellschaften gehören mit dem Lokalradio NE-WS 89.4 zur Mediengruppe des Pressehauses Neuss.

### Öffentliche Einrichtungen
- Das Amtsgericht Grevenbroich befindet sich auf der Lindenstraße in Grevenbroich-Stadtmitte. Die zugehörige Staatsanwaltschaft ist die Staatsanwaltschaft Mönchengladbach.
- Gegenüber haben die Polizeiwache und das Kriminalkommissariat Grevenbroich, beide zugehörig zur Kreispolizeibehörde Neuss, ihren Sitz.
- Das St. Elisabeth Kreiskrankenhaus Grevenbroich ist ein Krankenhaus der Regelversorgung.
- Das Schlossbad Grevenbroich wurde im Jahre 2018 neu eröffnet. Das gegenüber dem historischen Schlossbad verkleinerte Schwimmbad verfügt über ein Sportbecken, ein Freizeitbecken, ein Kinderbecken und einen kleinen Außenbereich.[37] Im Jahr 2015 war das historische Schlossbad aus dem Jahr 1939 (Freibad) bzw. 1972 (Hallenbad) abgerissen worden.[38] Während der Bauarbeiten wurden bei Erdarbeiten vermutlich mittelalterliche Reste einer Mühlenanlage gefunden, deren Sicherung den Bau verzögerte.[39]
- Die Hauptwache der Freiwilligen Feuerwehr Grevenbroich befindet sich im Industriegebiet Ost.

### Bildung
In Grevenbroich befinden sich in städtischer Trägerschaft 34 Kindergärten, 13 Grundschulen, davon drei als offene Ganztagsschule, drei Gesamtschulen (Käthe-Kollwitz-Gesamtschule, Wilhelm-von-Humboldt-Gesamtschule, 3. Gesamtschule Grevenbroich), zwei Gymnasien (Pascal-Gymnasium und Erasmus-Gymnasium), eine Realschule, eine Volkshochschule und eine Jugendkunstschule.
Folgende Schulen werden durch den Rhein-Kreis Neuss getragen: Berufsschule, Fachschule für Sozialpädagogik, Berufsfachschule für Gesundheitswesen und Förderschule mit dem Förderschwerpunkt geistige Entwicklung.
In Grevenbroich befindet sich das AOK-Bildungszentrum Rheinland.

## Persönlichkeiten

### Söhne und Töchter der Stadt
Persönlichkeiten, die im heutigen Stadtgebiet geboren sind:

#### Bis 1950
- Gottfried Broichhausen (1616–1694), Zisterzienser
- Franz Daniels (1692–1749),[40] Abt des Klosters Kamp, Erbauer des Terrassengartens
- Karl Heinzen (1809–1880), deutsch-amerikanischer Schriftsteller und Publizist
- Diedrich Uhlhorn jun. (1843–1915), Ingenieur und Obstzüchter
- Josef Stübben (1845–1936), Architekt
- Carl Oberbach (1869–1939), Ratsmitglied der Stadt Grevenbroich, bekannter Grevenbroicher Maler und Heimatchronist
- Theodor Püllen (1871–1931), Marineoffizier, zuletzt Vizeadmiral
- August Kruckow (1874–1939), Ministerialbeamter
- Vincenz Hundhausen (1878–1955), Drucker, Verleger, Dichter und Anwalt
- Hermann Schwidden (1882–1958), Verwaltungsjurist
- Arnold Burghartz (1886–1963), Politiker (Zentrum, CDU), MdL
- Hubert Berger (1889–1948), katholischer Geistlicher und Opfer des Nationalsozialismus
- Franz Ernst (1891–1972), Jurist, Offizier und Generalrichter
- Wilhelm Henrichs (1897–1966), Politiker (CDU) und Landtagsabgeordneter
- Curt Staff (1901–1976), Jurist, Präsident des OLG Frankfurt am Main
- Elfriede Cohnen (1901–1979), Juristin und Ärztin
- Wolfgang Grözinger (1902–1965), Schriftsteller, Feuilletonist, Literaturkritiker und Kunstpädagoge
- Heinrich Dumoulin (1905–1995), katholischer Theologe und Religionswissenschaftler mit Zen-Buddhismus als Forschungsschwerpunkt
- Karl Mommer (1910–1990), parlamentarischer Geschäftsführer der SPD-Fraktion im Bundestag und Vizepräsident des Deutschen Bundestages
- Marianne Stern-Winter (1919–1998), Holocaust-Überlebende
- Dorothee Wilms (* 1929), Politikerin (CDU), Bundesministerin 1982–87 für Bildung und Wissenschaft, 1987–91 für innerdeutsche Beziehungen
- Arnold Wolff (1932–2019), Architekt und Kölner Dombaumeister
- Peter Daners (1935–2020), Jurist und Politiker (CDU), MdL
- Dieter L. Kaufmann (* 1937), Koch, mit zwei Sternen im Guide Michelin ausgezeichnet
- Udo Schroeder (1937–2010), Politiker (SPD) und MdL (Hessen)
- Heinke Salisch (* 1941), Politikerin (SPD), Europaabgeordnete
- Gertrude Cepl-Kaufmann (* 1942), Literaturwissenschaftlerin
- Manfred Groten (* 1949), Historiker und Professor für Mittelalterliche und Neuere Geschichte/Rheinische Landesgeschichte
- Klara Höfels (1949–2022), Schauspielerin, Regisseurin und Theaterproduzentin
- Joachim Michael Marzinkowski (* 1949), Professor an der Bergischen Universität Wuppertal
- Heinz Mostert (* 1949), Fußballspieler
- Hans-Otto Schumacher (1950–2024), Kanute

#### Ab 1951
- Hubertus Becker (* 1951), Autor und Drogenschmuggler
- Jochen Maassen (* 1953), Eishockeyspieler
- Armin Schulte (1953–2023), Wirtschaftspsychologe
- Friedhelm Ruf (* 1955), Journalist und Autor
- Ekkehard Skoruppa (* 1956), Journalist
- Birgit Hagen (* 1957), Feldhockeyspielerin und Olympiateilnehmerin 1984
- Axel Prümm (* 1957), Jurist und Politiker (CDU); 2004–09 Bürgermeister von Grevenbroich
- Annette von Wangenheim (* 1957), Dokumentarfilmerin, Regisseurin, Autorin und Musikpädagogin
- Friedrich Hubert Esser (* 1959), Präsident des BIBB in Bonn
- Wilhelm Mundt (* 1959), Bildhauer
- Tadeusz Klaus, geb. Klaus Langer (* 1960), Komponist
- Dagmar Täube (* 1961), Kunsthistorikerin und Museumsleiterin
- Ulrike Guérot (* 1964), Politikwissenschafterin, Gründerin und Direktorin des European Democracy Lab an der European School of Governance in Berlin
- Jörg Ahmann (* 1966), Volleyballspieler
- Boris Schneider-Johne (* 1966), Journalist mit dem Fachgebiet Computer- und Videospiele
- Markus Birkhoff (* 1967), Gitarrist und Gitarrenlehrer
- André F. Lichtschlag (* 1968), Publizist und Verleger
- Jordana Schmidt (* 1969), Dominikanerin, Kinderdorfmutter und Sprecherin (Wort zum Sonntag)
- Heike Troles (* 1969), Politikerin (CDU) und MdL (Nordrhein-Westfalen)
- Pascal Decker (* 1970), Rechtsanwalt, Aufsichtsrat und Kulturmanager
- Gregor Schotten (* 1970), Diplomat[41]
- Wolfgang Schillings (* 1971), Sportmediziner und Journalist
- Andrea Tillmanns (* 1972), Schriftstellerin
- Guido van den Berg (1975–2019), Politiker (SPD), MdL (Nordrhein-Westfalen)
- Schahriar Bigdeli (* 1980), Weitspringer
- Daniel Rinkert (* 1987), Politiker (SPD)
- Dario Schumacher (* 1993), Fußballspieler
- Tamara Romera Ginés (* 1995), spanische Schauspielerin
- Vera Spanke (* 1996), Ruderin

### Persönlichkeiten, die vor Ort gewirkt haben
- Peter Beier (1934–1996), evangelischer Theologe, Abitur am Erasmus-Gymnasium
- Tim Bergmann (* 1972), Schauspieler, Abitur am Pascal-Gymnasium
- Hans Gottfried Bernrath (1927–2010), SPD-Politiker
- Kurt Bodewig (* 1955), SPD-Politiker, 2000 bis 2002 Bundesminister für Verkehr, Bau- und Wohnungswesen
- Oliver Decker (* 1968), Sozialpsychologe, Soziologe und Rechtsextremismusforscher
- Bijan Djir-Sarai (* 1976), Politiker (FDP), MdB, Abitur am Pascal-Gymnasium
- Adolf Dronke (1837–1898),[42] Gründer des Eifelvereins
- Manfred Faber (1879–1944), von der Erftwerk AG beauftragter Architekt, der neben Firmengebäuden auch eine benachbarte Wohnsiedlung schuf
- Edmund Feuster (1954–2025), SPD-Politiker
- Charlotte Häke (* 1957), Erste ehrenamtliche Behindertenbeauftragte seit 23. März 2006 – Wiederwahl 3. Dezember 2009 – bis zum 3. Juli 2014
- Gilbert Tillmann (* 1982), Springreiter
- Hans-Joachim Haase (1922–1997), Neurologe und Entwickler der neuroleptischen Schwelle
- Andreas Lambertz (* 1984), ehemaliger Fußballspieler (VfR Neuss, Fortuna Düsseldorf und Dynamo Dresden)
- Claire Oelkers (* 1985), Reporterin, Musikerin und Schauspielerin; Abitur am Pascal-Gymnasium
- Otto Rensing (* 1962), ehemaliger Rennfahrer
- Heide Schröter (* 1941), Kanutin, Ehrenmitglied des Vereins Kanu-Club Grevenbroich 1953 e. V.
- Werner Teschenmacher (1590–1638), Pfarrer der reformierten Gemeinde in Grevenbroich
- Diedrich Uhlhorn (1764–1837), Erfinder der modernen Kniehebelpresse zum Prägen von Münzen und Metallen
- Dieter Wellershoff (1925–2018), Schriftsteller
- Simone Wiegele (* 1986), Voltigiererin
- Vinzenz Jakob von Zuccalmaglio (Montanus) (1806–1876), Schriftsteller und Dichter, Notar in Grevenbroich

## Schreibweise, Sonstiges
Die Schreibung mit oi bleibt nach der Empfehlung des Ständigen Ausschusses für Geographische Namen bestehen, weil sie schon den vor 1996 geltenden Regeln widersprach.
2006 schlug der damalige Bürgermeister Axel Prümm vor, die von Hape Kerkeling geschaffene Kunstfigur Horst Schlämmer, Redakteur des fiktiven Grevenbroicher Tagblatts, zum Ehrenbürger zu ernennen.
Der Rat der Stadt lehnte diesen Vorschlag im August 2006 ab.